# Ōta Dōkan
Ōta Dōkan est un nom japonais traditionnel ; le nom de famille (ou le nom d'école), Ōta, précède donc le prénom (ou le nom d'artiste).
Ōta Dōkan (太田 道灌, 1432-25 août 1486), aussi connu sous le nom d'« Ōta Sukenaga »  (太田 資長) ou « Ōta Dōkan Sukenaga », est un samouraï, poète guerrier, tacticien militaire et moine bouddhiste japonais. Ōta Sukenaga prend la tonsure de prêtre bouddhiste en 1478 et adopte également le nom bouddhiste de Dōkan par lequel il est maintenant connu. Dōkan est surtout connu comme l'architecte et le bâtisseur du château d'Edo (à présent palais impérial) de la ville moderne de Tokyo. Il est considéré comme le fondateur de la jōkamachi (ville-château) qui s'est développée autour de cette forteresse de l'ère Ōnin.
La poétique description de Dōkan au XVe siècle de ce qui n'était alors qu'une colline fortifiée dominant la Sumida-gawa près de la baie d'Edo, a servi de référence à Ryokichi Minobe durant sa campagne de 1971 pour sa reconduction au poste de gouverneur de la région de Tokyo avec le slogan : « Rendez son ciel bleu à Tokyo ! ».
Ma demeure

jouxte une pinède

assise sur la mer bleue

et de ses humbles combles

jouit d'une vue sur le Fuji qui s'élève.
Le ciel n'est pas souvent bleu et le mont Fuji ne peut être aperçu que de rares jours mais les pins verts jouxtent encore le site continuellement occupé que choisit un jour Dōkan. Au lieu de murs de pierre, les ouvrages défensifs du château vers le XVe siècle ne sont que des talus herbeux et les structures internes guère imposantes. L'enceinte initiale qui sert d'aire centrale du château et l'espace qui doit être le honmaru (本丸) de Dōkan sont de taille modeste mais les douves sont considérablement développées pour l'époque. Ces douves et leurs emplacements figurent en bonne place dans la succession de constructions et de développements qui suivent.
Dōkan est également crédité du détournement de la rivière Hira à l'est de Kandabashi afin de créer la rivière Nihonbashi.

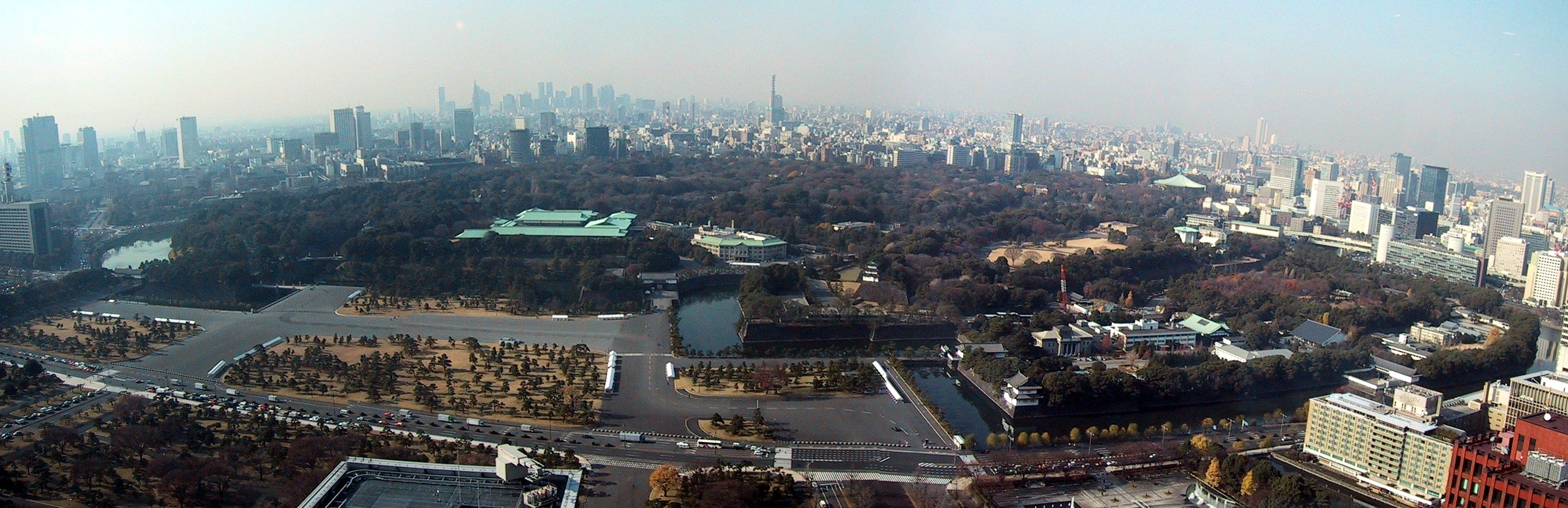
Vue panoramique contemporaine du palais impérial qui occupe aujourd'hui l'emplacement que Ōta Dōkan a choisi et fortifié en 1457. Le ciel et l'horizon de Tokyo ont beaucoup changé, mais une partie des douves de Dōkan est préservée comme un élément notable du passé et du présent du site.

Les célébrations marquant le cinq centième anniversaire du Grand Tokyo ont mis en valeur des parties de l'histoire de la vie et des réalisations de Dokan et depuis lors il reste une figure bien connue dans la culture populaire moderne.

## Généalogie du clan Ōta
Le clan Ōta est issu de la province de Musashi du XVe siècle. Ils prétendent descendre de Minamoto Yorimasa, et par cette branche des Minamoto font valoir leur parenté avec Seiwa-Genji. 
Ōta Sukekuni, l'ancêtre féodal du nom du clan, s'établit à Ōta dans la province de Tamba et fait sien le nom de cet emplacement. Il situe sa lignée en tant que descendant de Yorimasa à la cinquième génération.
Dans le contexte particulier créé par le shogunat Tokugawa, le clan Ōta est identifié comme tozama daimyo (étranger), par opposition aux clans fudai daimyo, vassaux héréditaires ou alliés des Tokugawas.
En 1638, Ōta Sukemune, petit-fils de Ōta Yasusuke, se voit accorder le domaine de Nishio dans la province de Mikawa puis en 1645, il est transféré avec sa famille au domaine de Hamamatsu (35 000 koku) dans la province de Tōtōmi. Les descendants de Yasusuke sont déplacés plusieurs fois par décret shogunal, résidant successivement au domaine de Tanaka dans la province de Suruga en 1687, au domaine de Tanagura dans la province de Mutsu en 1703 et au domaine de Tatebayashi dans la province de Kōzuke en 1728. Puis, dans la période couvrant les années 1746 à 1868, cette branche du clan Ōta s'établit d'elle-même au domaine de Kakegawa (53 000 koku) à Tōtōmi.   
Le chef de cette lignée du clan est anobli du titre de « vicomte » à l'ère Meiji.

## Événements de la vie de Dōkan
Bien que né au sein du clan Ōta — et revendiqué par les Ōta comme une célébrité du clan —, Dōkan sert comme vassal de la branche Ōgigayatsu du clan Uesugi qui occupe des terres dans la région de Kantō du Honshū.

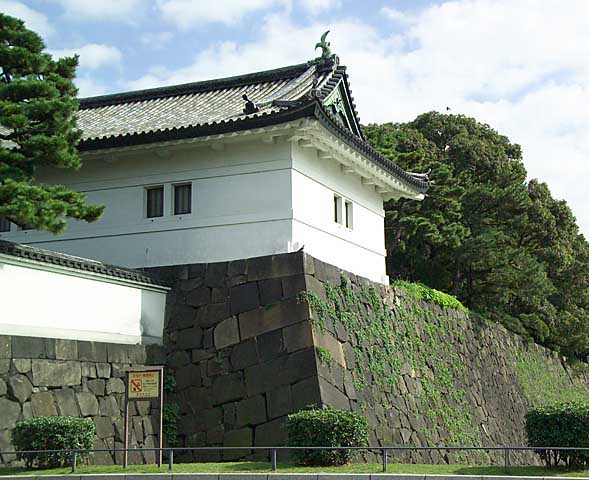
Une partie du château d'Edo, construit par Dōkan.

Dōkan est crédité de la conception et de la construction du château d'Edo pour Uesugi Sadamasa (ja)  (1443-1494) sur les fortifications qu'Edo Shigenaga a précédemment construites. Les travaux sur les murs de défense et les douves commencent en 1457 et le château prend le nom de Dōkan l'année suivante.
Ōgigayatsu (Uesugi Mochitomo) ordonne à Ōta Michizane et Dōkan de construire des fortifications à Kawagoe en 1457. 
En tant que stratège militaire, il est réputé tacticien efficace mais les intrigues politiques peuvent être aussi mortelles que les batailles. Malgré des années de loyaux services, le chef du clan Uesugi se trouve être capricieux. Dōkan trouve une fin prématurée dans la résidence d'Uesugi Sadamasa à Sagami (moderne Kanagawa) après avoir été faussement accusé de déloyauté pendant une période où la famille Uesugi est confrontée à un conflit interne au clan. Il laisse un poème d'adieu :
Kakaru toki

sakoso inochi no

oshikarame

kanete nakimi to

omoishirazuba

Si je ne savais

que je suis

déjà mort

je pleurerais

la perte de ma vie.
Après sa mort, le château est abandonné jusqu'à sa reprise par Tokugawa Ieyasu en 1590.
Dōkan est également versé en littérature classique de l'époque de Heian et comme d'autres samouraïs de son époque, aurait été un habile poète mais seuls des fragments qui lui sont attribués nous sont parvenus.
On attribue également à Dōkan le choix de l'emplacement du sanctuaire Hikawa-jinja, situé très près du château d'Edo et consacré à Sugawara no Michizane, kami de la poésie et du savoir.

## Postérité
La résidence de Dōkan à Kamakura devient Eisho-ji, un temple bouddhiste. Le complexe du temple est fondé par Okaji, une fille de Ōta Yasusuke qui serait un des arrière-arrière-petit-enfant de Dōkan. Okaji est une des assistantes de Tokugawa Ieyasu et devient plus tard mère nourricière de Tokugawa Yorifusa (1603-1661), fondateur de la branche Mito de la famille Tokugawa. Après la mort de Ieyasu, Okatsu devient nonne bouddhiste et prend le nom d'Eishoin. Tokugawa Iemitsu (1604-1651), le troisième shogun, lui accorde la propriété que possédaient autrefois ses ancêtres. En 1636, Eishoin fait construire un temple et invite une fille de Yorifusa à la rejoindre. La prospérité de Eisho-ji aide à préserver la mémoire de l'ancêtre du XVe siècle qui vivait autrefois à cet endroit.
À la fin du XVIe siècle, le château d'Edo construit par Dōkan est choisi pour résidence par Tokugawa Ieyasu que Toyotomi Hideyoshi a persuadé de transférer le siège des avoirs du clan dans le Kantō. Avec l'établissement du shogunat Tokugawa au début du XVIIe siècle, le château d'Edo devient le centre du gouvernement shogunal. Quand le shogunat est déposé durant la restauration Meiji à la fin du XIXe siècle, Tokyo, l'ancienne Edo, devient capitale impériale avec un palais impérial, avatar de la forteresse de l'ancien shogun. Tous les premiers octobre, la ville moderne de Tokyo célèbre l'anniversaire de sa fondation, ce qui est aussi l'occasion d'un festival en l'honneur de la mémoire du samouraï, célébré comme fondateur d'une grande ville.
La ville d'Isehara célèbre chaque été les contributions de Dōkan dans la région avec le festival Dōkan annuel.

## Source de la traduction
- (en) Cet article est partiellement ou en totalité issu de l’article de Wikipédia en anglais intitulé « Ōta Dōkan » (voir la liste des auteurs).